# Karel Bečvář
Karel Bečvář (11. listopadu 1917 Blovice
 – od 18. srpna 1942 nezvěstný) byl jeden z nejlepších navigátorů 311. československé bombardovací perutě RAF.

## Život
Narodil se v rodině dělníka plzeňských Škodových závodů Karla Bečváře a jeho manželky Anny, roz. Šimkové. Absolvoval průmyslovou školu strojnickou, Letecké učiliště v Prostějově a pilotní výcvik ve Vojenské akademii v Hranicích, který ukončil v roce 1937. Sloužil u I. leteckého pluku T. G. Masaryka v Praze. Z okupovaného Československa se dostal v červnu 1939 přes Polsko a do Francie a poté do Velké Británie, kde byl přijat do nově formované 311. perutě Královského letectva. V Kanadě absolvoval kurs astronavigace. V 311. peruti sloužil jako navigátor, odlétal 50 operačních letů. Při jednom z náletů v roce 1940 navrhl vzhledem k oblačnosti vrhnout jednu bombu, aby osvětlila cíl a posádka se mohla zorientovat. Po pár dnech jim velitel perutě sdělil, že touto bombou zasáhli hotel, ve kterém byl umístěn německý štáb. Zahynulo zde mnoho vysokých německých důstojníků Jeho poslední let se uskutečnil 18. srpna 1942, kdy byl jeho stroj vyslán na protiponorkový průzkum. Stroj byl patrně sestřelen nepřátelským stíhačem nad Biskajským zálivem.

## Pocty a vyznamenání
Karel Bečvář byl nositelem řady československých a britských vyznamenání.
Po válce byl povýšen do hodnosti štábního kapitána in memoriam a v roce 1991 do hodnosti plukovníka.
V roce 1997 byl v Blovicích odhalen památník blovickým letcům, kde je jméno Karla Bečváře připomenuto. Jeho jméno se rovněž nachází na pamětní desce Obětem 1. a 2. světové války na radniční budově v Blovicích. Je připomenut i na památníku Obětem 2. světové války v Runnymede v hrabství Surrey v jihovýchodní Anglii. V Praze se jeho jméno nachází na památníku Okřídleného lva na Praze 1 a také na pomníku Obětem 2. světové války na Praze 6.
Historik Daniel Švec napsal o životě Karla Bečváře knihu s názvem Jsme napadeni... Tato slova byla to poslední, co bylo z letounu při posledním letu Karla Bečváře zachyceno. Kniha vyšla při příležitosti Bečvářových 100. narozenin. Při příležitosti tohoto jubilea mu byla věnována také výstava v Muzeu jižního Plzeňska v Blovicích.

### Vyznamenání
- Československý válečný kříž 1939 (trojnásobný nositel)
- Československá medaile Za chrabrost před nepřítelem
- Řád za vynikající službu (DSO)[9]
- Záslužný letecký kříž (DFC, 1942)[4]